# Kaniyooru, Beltangadi
Kaniyooru là một làng thuộc tehsil Beltangadi, huyện Dakshin kannad, bang Karnataka, Ấn Độ.